# Ала-Арча (река)
Ала́-Арча́ (Алаарча) — река в Кыргызстане, приток реки Чу. Протекает в Чуйской области через пригород Бишкека село Маёвка и около села Орто-Сай.
Длина реки составляет 78 км, площадь бассейна — 270 км² (согласно другому источнику 233 км²), средний расход воды — 4,17 м³/с.
Вода с реки используется для заполнения Ала-Арчинского и Нижне-Ала-Арчинского водохранилищ. Также для орошения сельскохозяйственных земель с помощью водоотводных каналов.
Берёт начало с ледников в районе северного склона Киргизского хребта.
Половодье летом (май-сентябрь), межень — зимой.
Ала-Арча, в переводе с тюркского, означает пёстрый можжевельник.

## Притоки
Имеет притоки, самые крупные из них: Ак-Сай, Топ-Карагай, Теке-Тёр, Туюк-Суу, Адыгине, Джинди-Суу. Питание реки осуществляется за счёт ледников и высокогорных снегов. Воды широко используются на орошение.

## Туризм

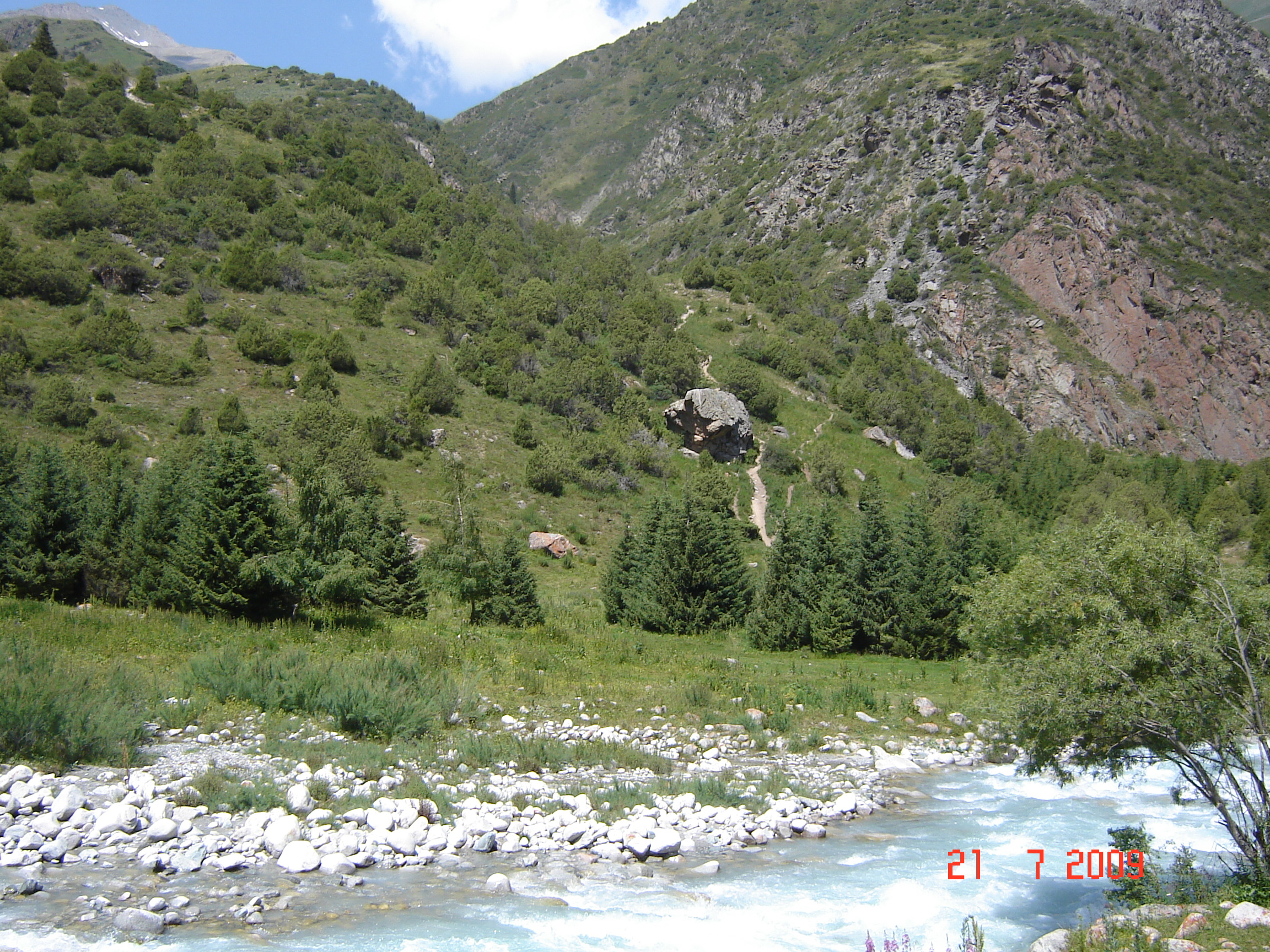
Река Ала-Арча, протекающая по территории парка. Туристическая тропа, уходящая вверх

В верхнем течении реки расположен одноимённый живописный парк Ала-Арча с проложенными туристическими тропами.